# Patro Eisden Maasmechelen
Patro Eisden Maasmechelen – belgijski klub piłkarski, mający siedzibę w dzielnicy Eisden-Tuinwijk w mieście Maasmechelen, na wschodzie kraju. Obecnie gra w Eerste klasse B.

## Historia
Chronologia nazw:
- 1935: VV Patro Eisden
- 1992: Koninklijke Patro Eisden
- 1998: Koninklijke Maasland Maasmechelen
- 2001: Koninklijke Patro Maasmechelen
- 2005: Koninklijke Patro Eisden Maasmechelen

Klub sportowy VV Patro Eisden został założony w miejscowości Maasmechelen w 1935 roku przez kapelana Maurice Van Schoenbeeka. Niektóre źródła podają rok 1942, ale jest to rok przyłączenia do Belgijskiego Związku Piłki Nożnej. Początkowo zespół szkolił młodzież i grał jedynie mecze towarzyskie. 10 lipca 1942 roku dołączył do Królewskiego Belgijskiego Związku Piłki Nożnej i otrzymał nr rejestracyjny matricule 3434 (rejestr klubów zgodnie ich dat założenia, który jest zapisywany od grudnia 1926 roku w rejestr matriculaire). Dopiero w sezonie 1950/51 startował w mistrzostwach Belgii na poziomie krajowym, zajmując trzecie miejsce w Bevordering C. W 1952 roku po reformie systemu lig klub zakwalifikował się do Derde Klasse. W 1956 zajął drugie miejsce w Derde Klasse B i potem w meczu playoff wygrał 2:1 z RCS Brugeois, który był drugim w grupie A, zdobywając awans do Tweede Klasse. Cztery lata później, w 1960 roku po zajęciu drugiego miejsca w drugiej dywizji awansował do Eerste Klasse. Debiutowy sezon na najwyższym poziomie zakończył na ostatnim 16.miejscu i spadł z powrotem do drugiej dywizji.
W 1970 roku klub został zdegradowany do trzeciej dywizji. Po zakończeniu sezonu 1971/72, w którym zajął drugie miejsce w Derde Klasse B, grał mecz barażowy z KFC Winterslag, ale po remisie 3:3 (po 135 min. gry) przegrał drugi mecz 1:2 na neutralnym boisku. Dopiero w 1975 roku drużynie udało się wrócić do Tweede Klasse. Trzy lata potem, w 1978 roku, spadł do Derde Klasse, a w 1981 nawet został zdegradowany na rok do Vierde Klasse. W 1984 roku nastąpił awans do drugiej dywizji, w której grał do 1992.
W 1992 roku klub został uznany przez "Société Royale" w związku z czym przemianowany na Koninklijke Patro Eisden. W tamtym że roku zespół został zdegradowany w klasie. Po dwóch latach wrócił do drugiej dywizji. W 1998 klub zmienił nazwę na K. Maasland Maasmechelen, a w 2001 roku na K. Patro Maasmechelen. W sezonach 2001/02 i 2002/03 zespół uplasował się na ostatniej 18.pozycji, ale dzięki problemom finansowym innych klubów ratował się przed spadkiem. Na początku sezonu 2002/03 klub przeniósł się z Kastanjelaan na nowy miejski stadion sportowy w Kolenmijn Limburg Maaslaan. 
Pod zakończeniu sezonu 2004/05 stowarzyszenie non-profit zostało zamknięte, a ponieważ klub znalazł się na miejscu spadkowym oraz przeniesienie dziedzictwa nie zostało wykonane prawidłowo, to klub został zdegradowany o dwa poziomy do czwartej dywizji. Nowy sezon 2005/06 rozpoczął rywalizację w Vierde Klasse C z ujemnym wynikiem -9 pkt. W 2005 roku klub przyjął nazwę, która ponownie nawiązywała do przeszłości: K. Patro Eisden Maasmechelen. W 2011 awansował do trzeciej dywizji, a w 2014 do drugiej.
Przed rozpoczęciem sezonu 2016/17 doszło do reorganizacji systemu lig. W wyniku tej zmiany klub został zakwalifikowany do Eerste klasse Amateurs (D3). Jesienią 2016 roku klub z powodów problemów finansowych był zmuszony przekształcić się z organizacji non-profit w spółkę. W 2018 spadł na rok do Tweede klasse Amateurs. Sezon 2019/20 nie dokończono z powodu COVID-19. Klub został sklasyfikowany na piątej pozycji, którą posiadał po 24 kolejkach przed zawieszeniem rozgrywek.

## Barwy klubowe, strój
|  |  |

Klub ma barwy fioletowo-białe. Zawodnicy domowe spotkania zazwyczaj grają w niebieskich koszulkach, niebieskich spodenkach oraz niebieskich getrach.

## Sukcesy

### Trofea międzynarodowe
Nie uczestniczył w rozgrywkach europejskich (stan na 31-05-2020).

### Trofea krajowe
| \| \| Zdobyte trofea w rozgrywkach Belgii (stan na: 31-05-2020) \| |                                                           |      |                  |
| Rozgrywki                                                          | Osiągnięcie                                               | Razy | Sezon(y)         |
| Mistrzostwo                                                        | I miejsce                                                 | 0    |                  |
| Mistrzostwo                                                        | II miejsce                                                | 0    |                  |
| Mistrzostwo                                                        | III miejsce                                               | 0    |                  |
| Mistrzostwo                                                        | 16.miejsce                                                | 1    | 1960/61          |
| Puchar                                                             | zdobywca                                                  | 0    |                  |
| Puchar                                                             | finalista                                                 | 0    |                  |
| Puchar                                                             | ćwierćfinalista                                           | 2    | 1981/82, 1987/88 |
| II liga                                                            | I miejsce                                                 | 0    |                  |
| II liga                                                            | II miejsce                                                | 2    | 1959/60, 1976/77 |
| II liga                                                            | III miejsce                                               | 1    | 1987/88          |
| Belgia                                                             | Zdobyte trofea w rozgrywkach Belgii (stan na: 31-05-2020) |      |                  |

- Bevordering/Derde Klasse (D3):
  - mistrz (4x): 1955/56 (B), 1974/75 (B), 1983/84 (B), 1993/94 (B)
  - wicemistrz (5x): 1954/55 (A), 1970/71 (A), 1971/72 (B), 1979/80 (B), 1980/81 (B)
  - 3.miejsce (5x): 1950/51 (C), 1951/52 (D), 1972/73 (A), 2012/13 (B), 2013/14 (B)

- Vierde Klasse/Tweede klasse Amateurs (D4):
  - mistrz (3x): 1981/82 (C), 2010/11 (C), 2018/19
  - wicemistrz (1x): 2007/08 (C)

## Poszczególne sezony

### Rozgrywki międzynarodowe

#### Europejskie puchary
Nie uczestniczył w rozgrywkach europejskich.

### Rozgrywki krajowe
| \| Belgia \| Bilans występów klubu w rozgrywkach piłkarskich Belgii (Stan na 31 maja 2020 r.) \| \| |                                                                                  |        |       |   |   |   |    |    |     |                                                                                      |        |        |      |
| Poziom                                                                                              | Rozgrywki                                                                        | Sezony | Mecze | Z | R | P | B+ | B– | Pkt | Lata                                                                                 | Awanse | Spadki | Naj. |
| I                                                                                                   | Eerste Klasse                                                                    | 1      |       |   |   |   |    |    |     | 1960/61                                                                              | 0      | 1      | 16   |
| II                                                                                                  | Tweede Klasse                                                                    | 37     |       |   |   |   |    |    |     | 1956–1960, 1961–1970, 1975–1978, 1984–1992, 1994–2005, 2014–2016                     | 1      | 5      | 2    |
| III                                                                                                 | Bevordering/ Derde Klasse/ Eerste klasse Amateurs                                | 24     |       |   |   |   |    |    |     | 1950–1956, 1970–1975, 1978–1981, 1982–1984, 1992–1994, 2011–2014, 2016–2018, od 2019 | 5      | 2      | 1    |
| IV                                                                                                  | Vierde Klasse/ Tweede klasse Amateurs                                            | 8      |       |   |   |   |    |    |     | 1981/82, 2005–2011, 2018/19                                                          | 3      | 0      | 1    |
| V                                                                                                   | Derde klasse Amateurs                                                            | 0      |       |   |   |   |    |    |     |                                                                                      | 0      | 0      |      |
| | Puchar Belgii                                                                    | 60     |       |   |   |   |    |    |     | od 1953                                                                              | 0      | 0      | 1/4  |
| Belgia                                                                                              | Bilans występów klubu w rozgrywkach piłkarskich Belgii (Stan na 31 maja 2020 r.) |        |       |   |   |   |    |    |     |                                                                                      |        |        |      |

## Struktura klubu

### Stadion
Klub piłkarski rozgrywał swoje mecze domowe na Patro-Stadion, w Maasmechelen o pojemności 5500 widzów. Wcześniej do 2002 grał na Kastanjelaan.

## Kibice i rywalizacja z innymi klubami

### Derby
- Eendracht Mechelen-aan-de-Maas